# راجر هانت
راجر هانت (به انگلیسی: Roger Hunt) (زادهٔ ۲۰ ژوئیهٔ ۱۹۳۸ – درگذشتهٔ ۲۷ سپتامبر ۲۰۲۱) بازیکن فوتبال اهل انگلستان بود که سابقهٔ بازی در تیم ملی فوتبال انگلستان را در کارنامهٔ خود داشت. وی در تاریخ ۴ آوریل ۱۹۶۲ نخستین بازی ملی خود را در مقابل تیم ملی فوتبال اتریش انجام داد و با حضور در ۳۴ بازی ملی، در تاریخ ۱۵ ژانویه ۱۹۶۹ واپسین بازی ملی‌اش را در برابر تیم ملی فوتبال رومانی برگزار کرد.
این بازیکن توانست در بازی‌های ملی، ۱۸ گل به ثمر برساند. هانت در ٢٧ سپتامبر ٢٠٢١ درگذشت.